# どんたく号

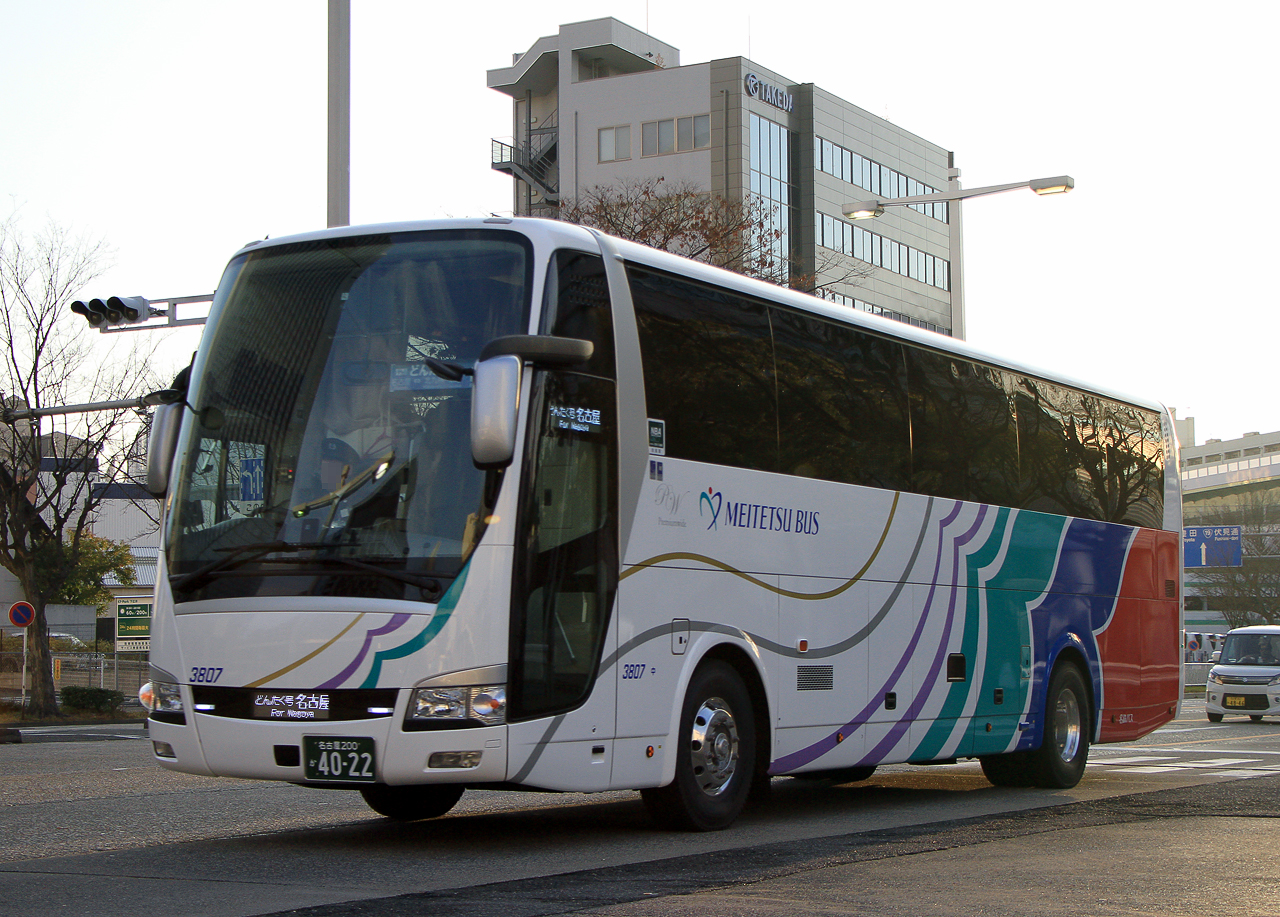
どんたく号（名鉄バス）

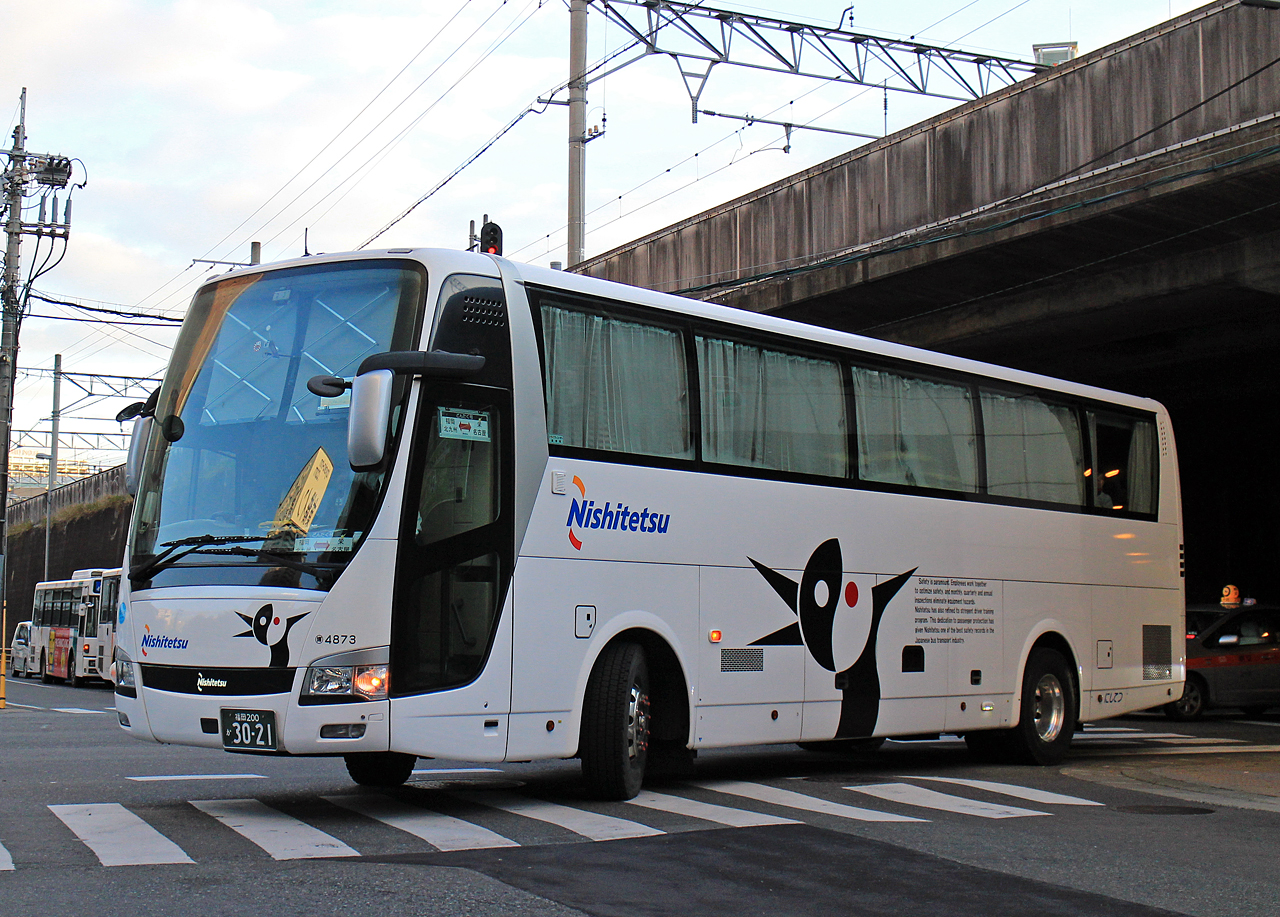
どんたく号（西日本鉄道）

どんたく号（どんたくごう）は、愛知県名古屋市と福岡県北九州市・福岡市を結ぶ夜行高速バス路線である。
運行開始当初は名古屋 - 福岡間に途中停留所はなく両都市間をノンストップで結んでいたが、のちに福岡県側は北九州市を経由するようになった（理由は後述）。
愛称の由来は、福岡市で毎年5月に開催される祭り「博多どんたく」から。
1日1往復の運行。全便座席指定制のため、乗車には予約が必要。
当項目ではかつて運行されたダブルトラック路線である「レインボー号」についても記述する。

## 沿革
- 1989年12月25日 - 名古屋鉄道（名鉄）と西日本鉄道（西鉄）との2社共同運行により運行開始[1]。当初は名古屋市と福岡市との間を直行（途中の停車箇所は無し）していた。
- 1997年6月8日 - 愛知県側・福岡県側ともに本路線と運行会社が同じで、名古屋市と北九州市・久留米市・大牟田市・熊本県荒尾市とを結んで運行されていた玄海号が前日をもって廃止されたのに伴い、この日から本路線が北九州市内で客扱いを開始。
- 2004年
  - 10月1日 - 名古屋鉄道のバス部門分社化により、名古屋鉄道運行分を名鉄バスに移管。
  - 11月21日 - 名古屋鉄道が運営していた名鉄高速バスドットコムの高速バス予約システムをハイウェイバスドットコムに統合。これまで名鉄高速バスドットコムでは本路線などは対象外であったが、ハイウェイバスドットコム移行に伴い、本路線におけるインターネットでの予約が可能となる。
- 2005年3月1日 - 西鉄など九州の事業者14社で構成する九州高速バス予約システム運営委員会により「楽バス」サイトが開設。これにより本路線の予約が楽バスでの予約も可能となる。
- 2013年
  - 6月1日 - 楽バスでの予約が「＠バスで」に移行。ハイウェイバスドットコムの予約システムが内包されている事から、事実上名古屋側・福岡側ともハイウェイバスドットコムに統一された形となる。
  - 8月1日 - 運賃パターンが「はかた号」「Lions Express」（現在は廃止）で既に導入されている時期や曜日によって運賃が変動する5パターン（A～E）の運賃カレンダー制を導入。また、福岡地区発と北九州地区発の運賃が統一され、往復割引は廃止になる[2]。
- 2014年7月19日 - 西鉄で新型車導入。新たに女性専用席を設定。最後尾が4列シートとなっていて[3]、最後尾4列シートは女性専用席とし、通常のA～E運賃の500円引きとなる（西鉄便限定　名鉄は女性専用席の設定はなく最後尾も従来通り3列のまま）。
- 2015年7月1日 - この日の運行便から新たに福岡側において若宮IC・直方PAに停車開始。
- 2018年12月1日 - 前日の11月30日限りで廃止となった長崎発着のグラバー号を補完するため、本路線と九州号を乗り継いで名古屋と長崎を行き来できる「名古屋長崎連絡きっぷ」が発売開始[4]。
- 2019年10月1日 - 前日の9月30日限りで廃止となった熊本発着の不知火号を補完するため、本路線とひのくに号を乗り継いで名古屋と熊本を行き来できる「名古屋熊本連絡きっぷ」が発売開始[5]。
- 2020年12月18日 - ダイヤ改正により、これまで福岡側において博多バスターミナル経由西鉄天神高速バスターミナル発着から西鉄天神高速バスターミナル経由博多バスターミナル発着に変更（停車順が逆となる）[6]。
- 2022年4月23日 - この日の運行分より（発売は1か月前の同年3月23日から）ネットでの予約運賃体系が従来のカレンダー制運賃から、はかた号・フェニックス号などで既に導入されているダイナミックプライシング型に移行[7]。価格幅は名古屋 - 福岡間で8,400 - 13,200円の13パターンとなり、直近の予約状況に応じ、より幅広い価格帯で柔軟に運賃が変動させる事ができる。これにより、早期の予約または閑散期においては最安価で利用可能。なお、ダイナミックプライシングによる適用はweb予約によるクレジットカード決済またはコンビニエンスストアによる決済のみとし、窓口または電話での予約もしくは予約なしにおける直前の乗車券購入は従来通り名古屋 - 福岡間はカレンダー制運賃が適用され、9,600 - 13,400円の4パターン運賃となる。
- 2024年
  - 4月1日 - 運賃制度の見直し。名古屋 - 福岡間におけるダイナミックプライシング型運賃においての価格幅が8,800 - 14,000円の14パターンとなり、電話・窓口での予約もしくは予約なしにおける直前の乗車券購入はこれまでのカレンダー制4パターン運賃を廃止し、名古屋 - 福岡間一律14,000円に変更[8]。
  - 10月1日 - 西鉄の運行便で精神障害者保健福祉手帳による運賃割引を導入[9]。名鉄の運行便は2025年4月1日から適用開始[10]。
- 2025年4月18日 - この日の運行分から乗客都合による乗車券の払い戻し手数料が改定され、乗車日の8日前以降は券面に記載された運賃の20%に引き上げられた[11]。

## 運行会社
- 名鉄バス
  - 担当営業所：名古屋中央営業所
  - 名鉄バスの福岡側の運行支援業務は西日本鉄道博多自動車営業所が担当。
- 西日本鉄道
  - 担当営業所：博多自動車営業所
  - 西鉄の名古屋側の運行支援業務は名鉄バス名古屋中央営業所が担当。

## 運行経路・停車停留所
太字は停車停留所。愛知県内のみ・福岡県内のみの利用はできない。
名鉄バスセンター - 栄 - 東新町入口/出口 - （名古屋高速都心環状線・5号万場線・東名阪自動車道・新名神高速道路・名神高速道路・中国自動車道・山陽自動車道・広島岩国道路・山陽自動車道・中国自動車道・関門橋・九州自動車道） - 門司IC - （北九州都市高速4号線） - 富野出入口 - （平和通り・小文字通り） - 小倉駅前 - （国道199号） - 砂津 - （国道3号・国道199号） - 足立出入口 - （北九州都市高速4号線） - 黒崎IC〈引野口〉 - （北九州都市高速4号線） - 八幡IC - （九州自動車道） - 直方PA - 若宮IC - 福岡IC - （都市高速4号線・1号線・環状線） - 天神北出入口 - 西鉄天神高速バスターミナル - 博多バスターミナル

## 車両・車内設備
- スーパーハイデッカー
  - 両社とも三菱ふそう・エアロクイーンを採用
- 3列独立シート
  - 名鉄では2014年末以降に導入された車両は従来の座席横幅を広げた「プレミアムワイド車」を採用している。
- 化粧室
- 通路カーテン（窓側席のみ）
  - 西鉄ではフェイスカーテンを採用。
- 除菌装置
  - 名鉄ではプラズマクラスターを装備する。
- 携帯端末充電装置（座席コンセントまたはUSBポート）

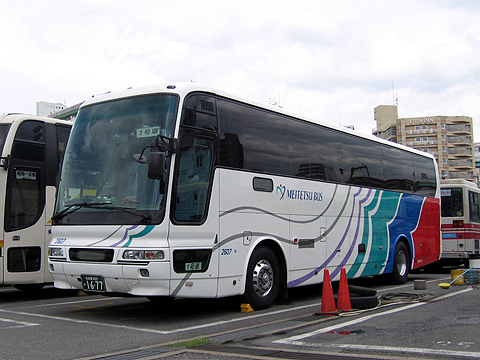
どんたく号（名鉄バス）
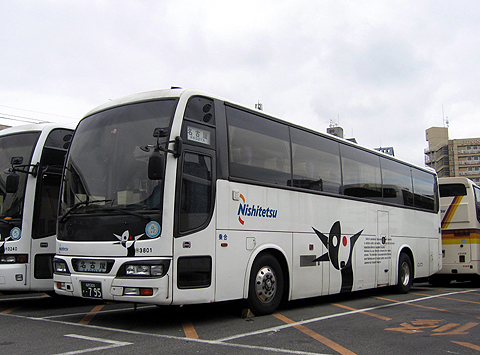
どんたく号（西日本鉄道）
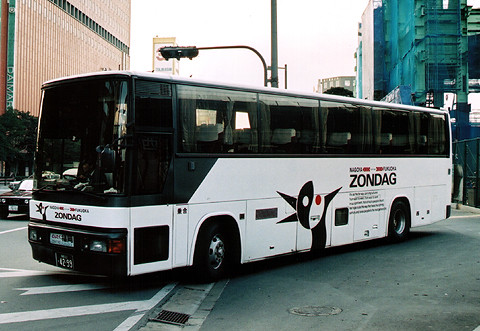
どんたく号2代目専用車（西日本鉄道）
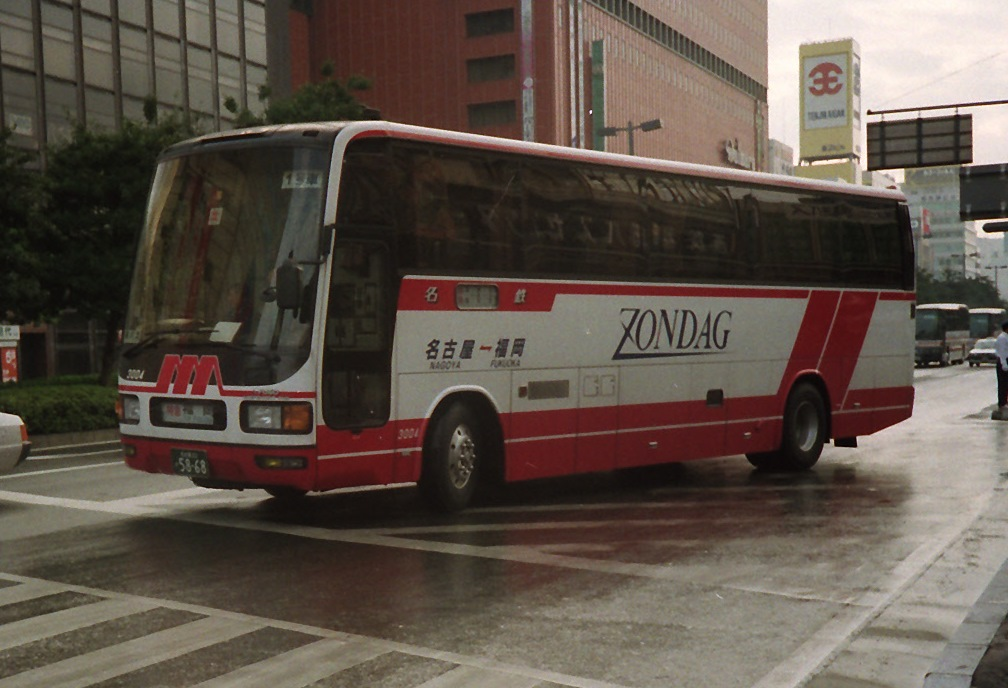
どんたく号初代専用車（名古屋鉄道・当時）

## レインボー号（廃止）

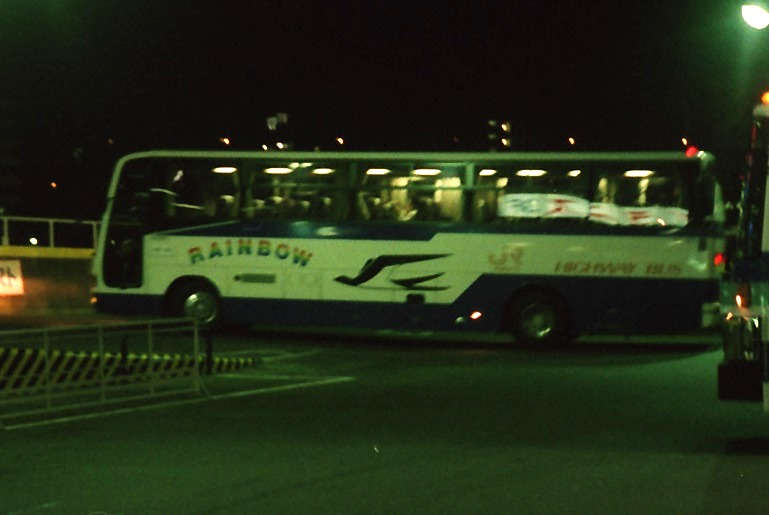
JR東海バスのレインボー号（福岡交通センター）

「どんたく号」開設の同一日の1989年12月25日からジェイアール東海バスと九州旅客鉄道（JR九州、現在バス部門はJR九州バスに移管）の共同運行で名古屋 - 博多間に「レインボー号」が運行されていた。
名古屋駅（名古屋バスターミナル）と博多駅（福岡交通センター（当時）、現在の博多バスターミナル）を直結していたが、福岡市の繁華街である天神地区を経由しなかったことと、両地区での営業力の差などから「レインボー号」のシェアは30%程度しかなかった。1993年3月31日の出発便限りで廃止となった。

## 注記
1. ↑  「名古屋-福岡など3路線も」『交通新聞』交通新聞社、1989年12月20日、1面。
2. ↑  “福岡線　運賃改定のお知らせ（8月1日～）”.   名鉄バス (2013年6月22日). 2013年6月29日時点のオリジナルよりアーカイブ。2025年4月19日閲覧。
3. ↑  “夜行高速バス　福岡・北九州～名古屋線「どんたく号」に新車導入！女性専用座席も設定します！” (PDF).   西日本鉄道 (2014年6月20日). 2014年7月30日時点のオリジナルよりアーカイブ。2014年7月22日閲覧。
4. ↑  “【福岡線】「長崎連絡きっぷ」の発売について”.   名鉄バス (2018年11月30日). 2019年1月19日時点のオリジナルよりアーカイブ。2019年2月18日閲覧。
5. ↑  “【熊本線】〈10月1日（火）〉路線廃止について”.   名鉄バス (2019年8月9日). 2019年8月17日時点のオリジナルよりアーカイブ。2019年8月17日閲覧。
6. ↑  “【福岡線】〈12月18日（金）〉 ダイヤ改正について”.   名鉄バス (2020年11月17日). 2020年12月5日時点のオリジナルよりアーカイブ。2025年4月19日閲覧。
7. ↑  “【福岡線・松本線】変動制運賃（ダイナミックプライシング）を導入いたします。”.   名鉄バス (2022年3月18日). 2022年3月18日時点のオリジナルよりアーカイブ。2025年2月27日閲覧。
8. ↑  “高速バス「福岡～名古屋線（どんたく号）」　運賃制度の変更” (PDF).   西日本鉄道 (2024年3月1日). 2024年3月29日時点のオリジナルよりアーカイブ。2024年3月29日閲覧。
9. ↑  “【お知らせ】2024年10月1日 高速バス精神障がい者割引適用路線の拡大について” (PDF).   西日本鉄道 (2024年7月31日). 2025年2月27日閲覧。
10. ↑  “【予約制高速バス】精神障がい者割引の適用について”.   名鉄バス (2025年3月18日). 2025年3月18日時点のオリジナルよりアーカイブ。2025年4月19日閲覧。
11. ↑  “【お知らせ】乗車券払戻手数料の改定について（4/18～どんたく号）” (PDF).   西日本鉄道 (2025年3月14日). 2025年4月19日閲覧。
12. ↑  「JR長距離夜行高速バス一覧表」『JR気動車客車編成表 '92年版』ジェー・アール・アール、1992年7月1日、189頁。ISBN 4-88283-113-9。
13. ↑  鈴木文彦『新版・高速バス大百科』中央書院、1991年10月20日、186頁。ISBN 4-924420-62-X。
14. ↑  「JR年表」『JR気動車客車編成表 '93年版』ジェー・アール・アール、1993年7月1日、189頁。ISBN 4-88283-114-7。